# Ara autocthones
Ara autocthones là một loài vẹt Macaw đã tuyệt chủng trong chi Ara. Phần còn lại được tìm thấy trên các đảo St. Croix và Puerto Rico thuộc vùng Caribe. Loài này được mô tả vào năm 1937 dựa trên xương tibiotarsus (xương cẳng chân bên trái) được khai quật từ một midden bếp tại một địa điểm tiền Colombia trên St. Croix. Một mẫu vật thứ hai gồm nhiều xương khác nhau từ một địa điểm tương tự ở Puerto Rico đã được mô tả vào năm 2008, trong khi một mẫu vật từ Montserrat có thể thuộc về loài vẹt đuôi dài này hoặc một loài vẹt đuôi dài đã tuyệt chủng khác. Vẹt đuôi dài St. Croix là một trong 13 loài vẹt đuôi dài đã tuyệt chủng được cho là đã sống trên các đảo Caribe. Các loài vẹt Macaws thường xuyên được con người vận chuyển một quãng đường dài trong thời tiền sử và lịch sử, vì vậy không thể biết liệu các loài chỉ được biết đến từ xương hoặc tài liệu là bản địa hay nhập khẩu.

## Phân loại
Năm 1934, nhà khảo cổ học Lewis J. Korn (làm việc tại Bảo tàng Thổ dân châu Mỹ) đã khai quật một midden bếp (bãi chứa rác thải sinh hoạt) tại một địa điểm gần Concordia trên bờ biển phía tây nam của St. Croix, một trong Quần đảo Virgin ở biển Caribe. Đĩa đệm nằm cách bãi biển 370 m (400 yd) và độ sâu của nó vào khoảng 76 cm (30 in). Xương của động vật có vú, chim, rùa và cá được lấy từ đáy của điểm khai quật, với xương chim tập trung ở tầng giữa. Không thể xác định tuổi chính xác của vật liệu, nhưng vì không tìm thấy đồ vật có xuất xứ từ châu Âu trong kho, nên nó được cho là tiền Columbia, từ 500 đến 800 năm tuổi. 23 loài chim được đại diện trong số xương được bảo quản tốt, một số loài đã tuyệt chủng. Vào năm 1937, nhà điểu học Alexander Wetmore đã xác định được một số loài trong số những xương này, bao gồm một tibiotarsus (xương cẳng chân bên trái) của một vẹt đuôi dài chưa trưởng thành, điều này thật bất ngờ vì trước đó không có loài chim nào như vậy được biết đến từ St. Croix.
Wetmore đã biến tibiotarsus thành mẫu định danh của một loài vẹt đuôi dài mới, mà ông đặt vào chi Ara, là Ara autocthones. tên cụ thể là từ Tiếng Hy Lạp cổ αὐτόχθων (autochthon), có nghĩa là thổ dân hoặc thổ dân. Holotype được đặt cùng với các xương khác được tìm thấy tại Bảo tàng Lịch sử Tự nhiên Quốc gia Hoa Kỳ, được xếp vào danh mục USNM 483530. Mặc dù nhiều loài vẹt đuôi dài khác đã tuyệt chủng đã được mô tả từ Caribe chỉ dựa trên các tài liệu cũ, nhưng chỉ khác loài được mô tả dựa trên các di tích vật lý vào thời điểm đó là vẹt đuôi dài Cuba (Ara ba màu), được biết đến từ da. Mặc dù Wetmore thừa nhận rằng có nhiều điều không chắc chắn đang xoay quanh bộ xương, đặc biệt là liên quan đến mối quan hệ của nó với các loài vẹt đuôi dài Caribe khác, nhưng ông cho rằng việc chỉ định nó là một loài mới là phù hợp.